# JVCKenwood Victor Entertainment
JVCKenwood Victor Entertainment (jap. 株式会社JVCケンウッド・ビクターエンタテインメント Kabushiki-gaisha JeiBuiShīKenuddo Bikutā Entateinmento) – pododdział koncernu Japan Victor Company (JVC), wydawca i dystrybutor muzyki i filmów w Japonii. Wcześniej firma działała pod nazwą Victor Music Industries (jap. ビクター音楽産業 Bikutā Ongaku Sangyō). 
Przedsiębiorstwo powstało w Jokohamie w 1972 roku. Obecna siedziba Victor Entertainment mieści się w Kita-Aoyama w Minato-ku w Tokio.
Od kwietnia 2014 pod obecną nazwą.